# Apponyi-kastély (Medina)
Az Apponyi-kastély Tolna vármegye egyik műemlék épülete, Medina déli részén, a településbe beolvadt Pusztakápolna területén található.

## Története
A pusztakápolnai 1760 körül épült kápolnapusztai (vagy pusztakápolnai) barokk kápolna a körülötte fekvő  mintegy 1200 holdas birtokkal, kúriával 1850 körül került hőgyészi Apponyi Károly birtokába. A kúria építéséről nem maradt fenn írásos adat, de az 1856-60-as katonai felméréskor már mai formájában állt. 1890-ben a birtokot Apponyi Géza örökölte. Fia, az 1888. március 12-én született Rudolf 1915-ben Bécsben kötött házasságot báró Holt Franciskával. 1915-ben, az otthonukká lett úrilakot bővítették kastéllyá. A II. világháború után iskola lett, és ennek megfelelően alakították át. Az 1930-as években épült északi toldalékot az 1980-as években lebontották.
Az épületben 1951-től 2002-ig általános iskola működött.
A kastélyt 2008-2010 között a VLM Építésziroda tervei alapján állították helyre. 2011 óta az Apponyi Kiskastély nevű kastélyszálló működik benne, melynek megnyitóján Jiří Menzel egy libanoni cédrust ültetett a kastély parkjába. A kastélyban egy veteránautó gyűjtemény is megtekinthető.